# Coleen Rowley

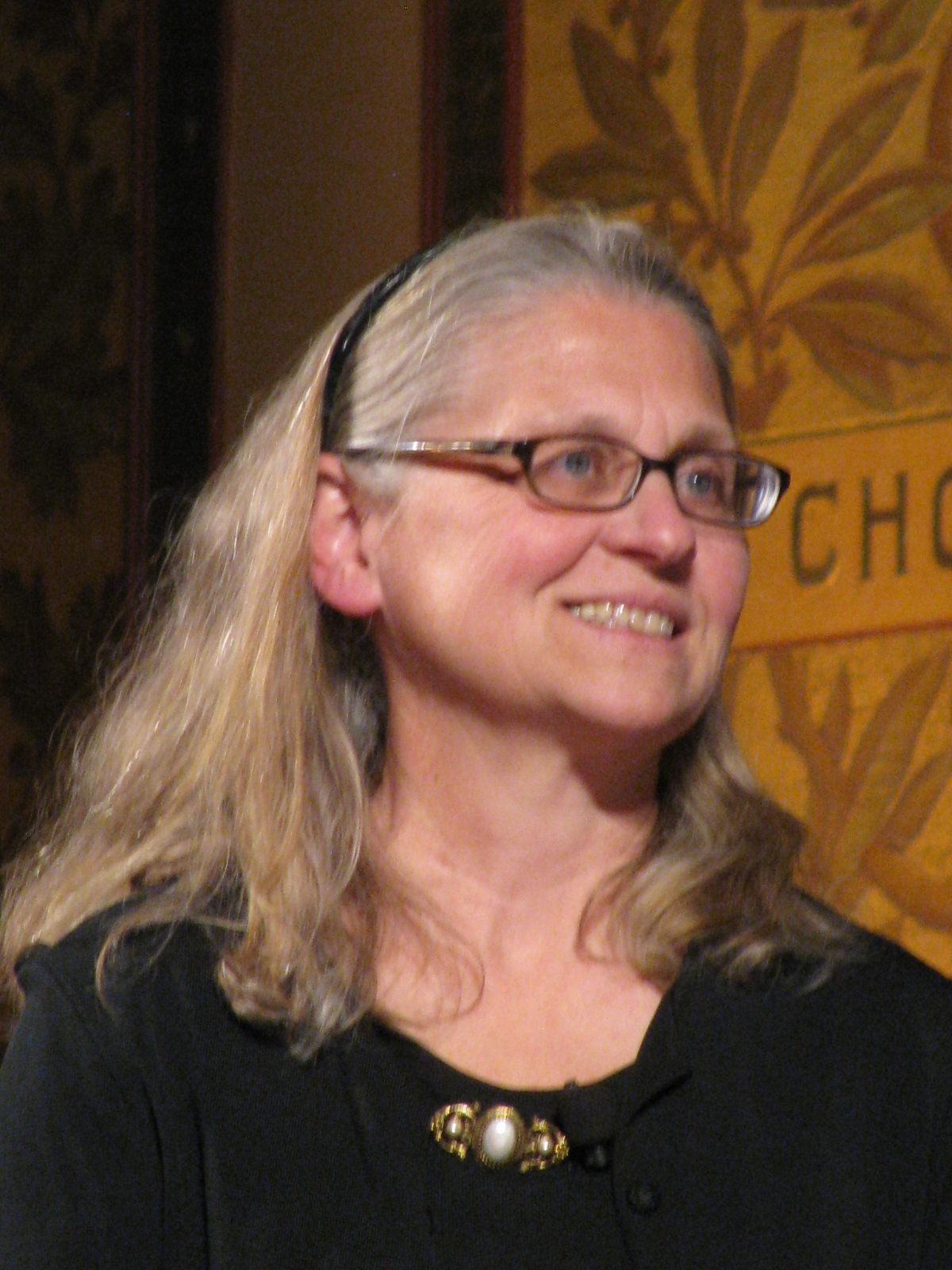
Coolen Rowley

Coleen Rowley (ur. 20 grudnia 1954) – amerykańska sygnalistka (whistleblower), była kandydatka do Kongresu Stanów Zjednoczonych z ramienia Minnesota Democratic-Farmer-Labor Party i była agentka FBI. Wyróżniona „Sam Adams Award” i tytułem Człowieka Roku tygodnika „Time” w 2002 roku.

## Kariera
Rowley jest doktorem prawa, ukończyła „The College of Law” z University of Iowa. Absolwentka filologii francuskiej na Wartburg College.

## FBI
Podczas swojej służby w FBI od 1984 roku jako agent specjalny ochraniała obiekty za granicą, takie jak ambasada Stanów Zjednoczonych w Paryżu, jak i w samych Stanach. Od 1990 roku była głównym doradcą prawnym w Minneapolis. Po atakach terrorystycznych z 11 września 2001 roku pisała listy do ówczesnego dyrektora FBI Roberta Muellera, w których potępiła wykroczenia swoich kolegów w śledztwach dotyczących ludzi podejrzanych o terroryzm.
Zeznawała przed Senatem Stanów Zjednoczonych i komisją śledczą w sprawie ataków z 11 września. W efekcie tych zeznań miała miejsce, z inicjatywy senatora Chucka Grassleya, znaczna restrukturyzacja FBI.
W 2004 roku zakończyła karierę w FBI po 24 latach służby.

## Polityka
W 2006 kandydowała do Izby Reprezentantów Stanów Zjednoczonych, ale została pokonana przez Republikanina Johna Kline.